# Gare de Hennigsdorf Nord
La gare de Hennigsdorf Nord est une ancienne gare ferroviaire à Hennigsdorf, dans le land de Brandebourg, en Allemagne. Depuis le 30 mai 1998, la gare n'est plus desservie car tous les trains ne vont que jusqu'à la gare de Hennigsdorf.

## Situation ferroviaire
La gare, qui desservait principalement le service de correspondance, est située à l'intersection de la ligne de la grande ceinture de Berlin et de la ligne de Berlin-Schönholz à Kremmen, à la périphérie nord de la ville de Hennigsdorf. La plate-forme supérieure de la grande ceinture a deux quais latéraux, la plate-forme inférieure un seul. À l'est et à l'ouest de la gare, il y a deux voies uniques pour relier la grande ceinture à la gare de Hennigsdorf.

## Histoire
La ligne de la grande ceinture, construite à partir de 1951, fut développée par la Deutsche Reichsbahn (RDA) de la République démocratique allemande pour contourner Berlin-Ouest durant la guerre froide et la division de l'Allemagne. Les premiers trains « Spoutnik » ont emprunté la grande ceinture avec l'inauguration de cette section le 30 avril 1953.

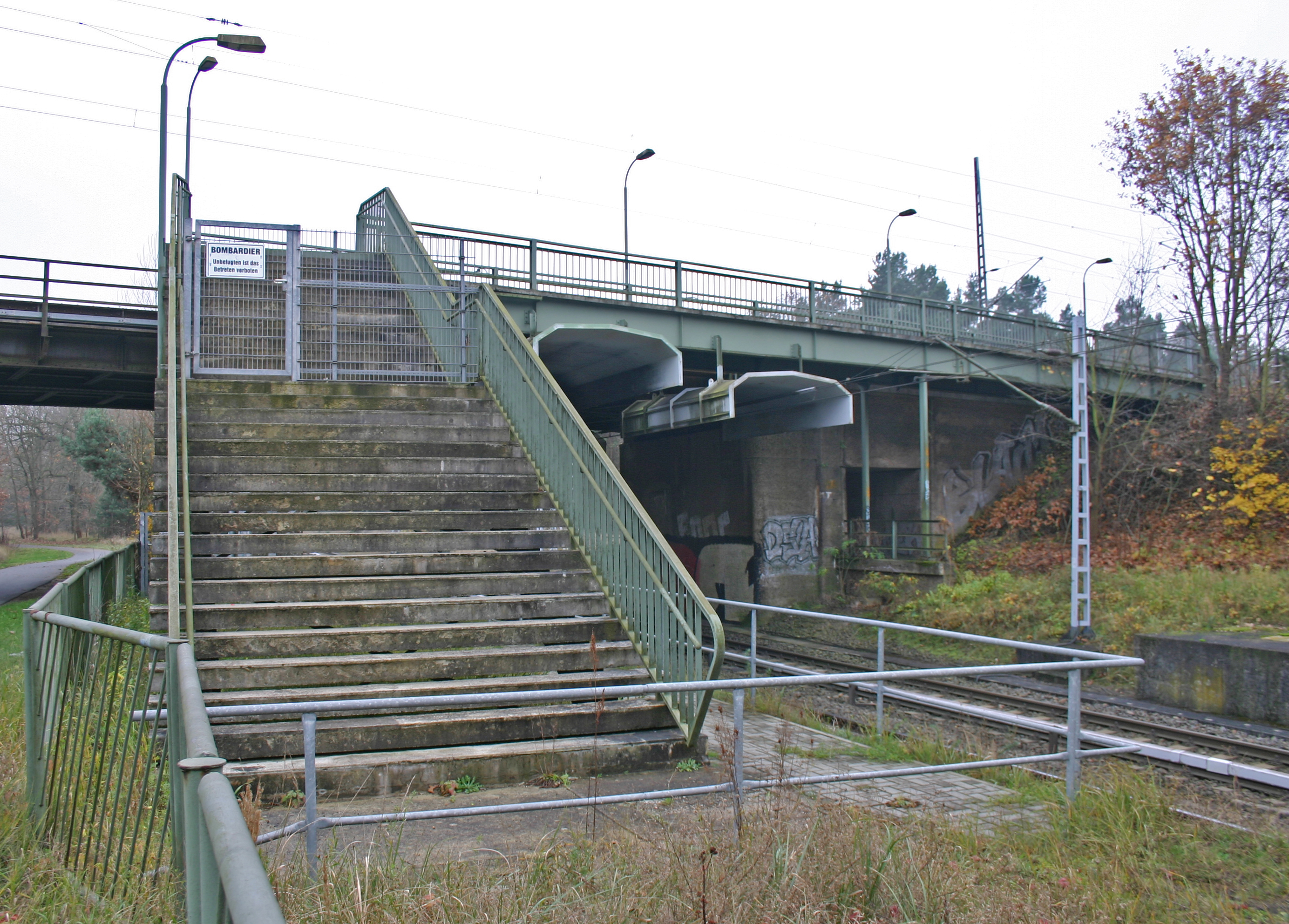
Escalier reliant les deux plates-formes.

L'occasion de changer de train ici n'existait pas jusqu'à l'inauguration de la plate-forme inférieure le 18 août 1958. Tandis que sur la grande ceinture des trains régionaux vont de Falkenhagen à Berlin-Est, les rames de la S-Bahn reliant les gares de Rangsdorf et de Velten via Berlin-Ouest s’arrêtent initialement à la plate-forme inférieure. Même après la construction du mur de Berlin le 13 août 1961, la situation change peu, sauf que les liaisons de la S-Bahn sont raccourcies en une ligne des trains-navette entre Hennigsdorf et Velten.
La gare devient rapidement une sorte de gare principale à Hennigsdorf, car elle permet de voyager dans presque toutes les directions. Comme le trafic se trouve principalement sur la grande ceinture, le cadencement de la S-Bahn est abandonné pour une correspondance. Les trains fonctionnent maintenant de manière que le temps de correspondance le plus court possible existe entre les trains de la grande ceinture et ceux du train de banlieue.
En 1983, le troisième rail de la S-Bahn est finalement démantelée ; à la place, la ligne entre Hennigsdorf et Velten est électrifiée par une caténaire. À partir de ce moment-là, des trains régionaux s'arrêtèrent également à la plate-forme inférieure.
Lors de la Wende de 1989, la chute du mur de Berlin et après, le trafic est bien moindre. La grande ceinture perd son importance en tant que détour, car l’itinéraire direct, et donc plus court, traversant Berlin-Ouest est de nouveau possible. Le trafic est progressivement réduit, la plupart des trains ne prennent plus le contournement extérieur vers Berlin-Est, mais la voie vers Oranienbourg où, à ce temps, il n'y avait pas de lien direct avec le centre de Berlin, de sorte qu'il faut recourir à la grande ceinture.
En peu de temps, la circulation va vers la gare de Hennigsdorf, située dans le centre-ville, à nouveau reliée depuis 1998 au reseau de la S-Bahn de Berlin. En revanche, une extension de la ligne de Hennigsdorf à Velten via Hennigsdorf Nord est prévue mais toujours incertaine.
Après la fermeture de la plate-forme supérieure le 28 mai 1995, la plate-forme inférieure ferme le 30 mai 1998.